# خانية سراب

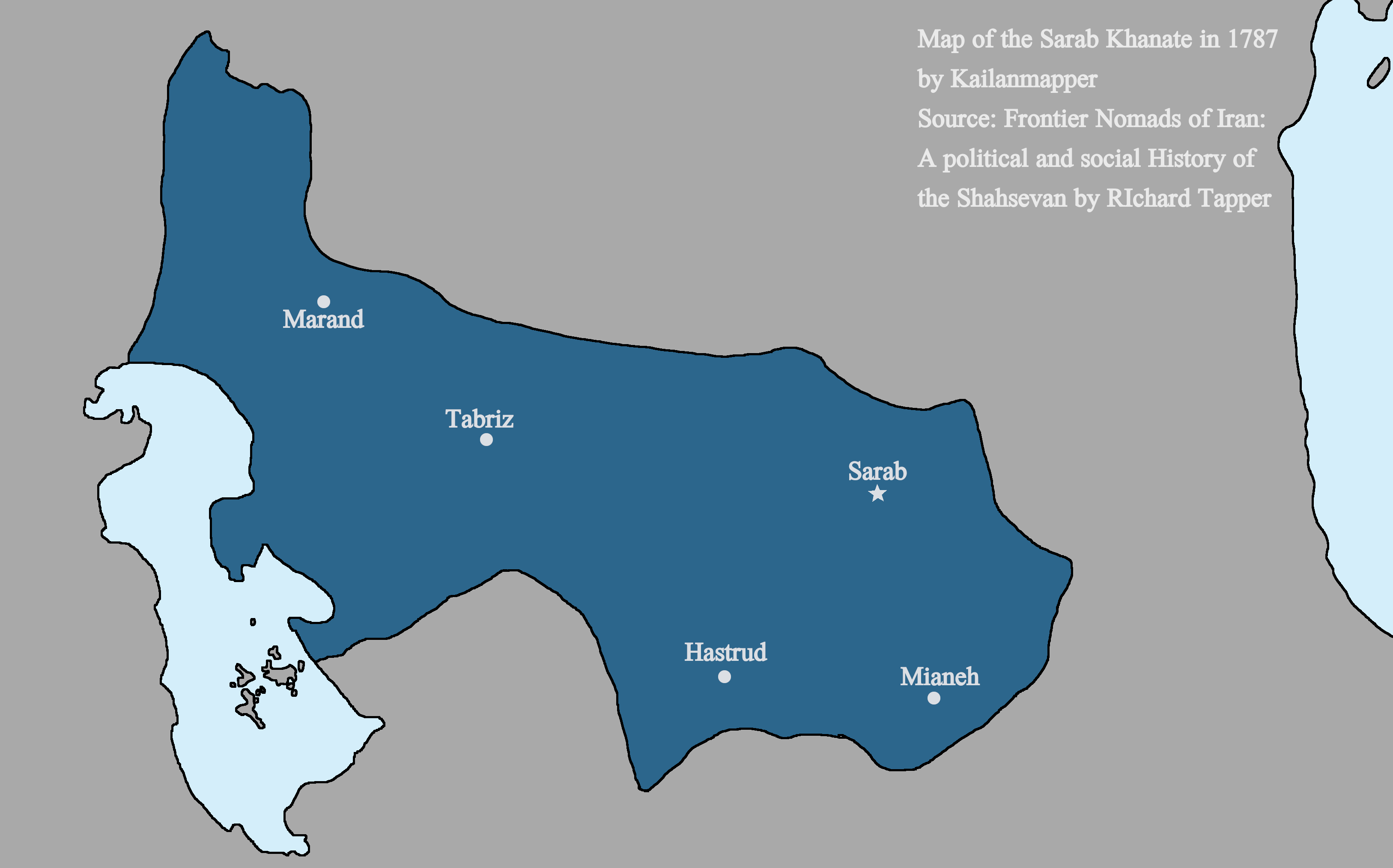
خريطة خانات سراب

خانية سراب كانت خانية مركزها سراب منذ عام 1747 وحكمتها قبيلة الشقاقي [الإنجليزية] الكردية.

## التاريخ

### صعود الخانات
ومع انهيار الإمبراطورية الصفوية عام 1722، دخلت المقاطعات القوقازية في حالة من الفوضى. انتهز العثمانيون والروس هذه الفرصة لغزو البلاد، فقام بطرس الأكبر بغزوها في صيف عام 1722 واستولى على مدينة دربند . غزا العثمانيون البلاد في صيف عام 1723، واستولوا على جميع مقاطعات القوقاز الفارسية بحلول عام 1725. ومع ذلك، قاومت الجماعات القبلية في أذربيجان بشدة.
في ربيع عام 1726، ثار الشاهسون [الإنجليزية] في سهل موغان [الإنجليزية] والشقاقيون [الإنجليزية] في مشكين ضد العثمانيين غضبًا لاحتلالهم أردبيل بقيادة عبد الرزاق خان، حاكم قرة داغ، وتعديهم على ممتلكاتهم وحيواتهم. وفي مايو، غادرت قوة عثمانية أردبيل بقيادة عبد الرحمن باشا وهزمت رجال القبائل في أرشاق [الإنجليزية]. في أكتوبر 1728، هزم حاكم ديار بكر الشقاقي في مشكين وأسر نساءهم وأطفالهم. وفي نهاية المطاف نجح العثمانيون في سحق المتمردين بحلول يناير/كانون الثاني 1729. ومع ذلك، فإن الإصلاح الصفوي وحملة طهماسب قلي خان لم تترك لهم أي مجال لتعزيز قبضتهم على أذربيجان. بحلول عام 1732 عادت موغان إلى السيطرة الإيرانية.
في عهد الأفشاريين ، قام نادر شاه بترحيل العديد من الشقاقيين إلى خراسان؛ ولكن بعد اغتياله في يونيو 1747، هاجر الشقاقيون إلى أذربيجان. بدلًا من إعادة التوطين في مشكين اختاروا الاستقرار في سراب وميانه، حيث استولى الشاهسيفان على مشكين أثناء غيابهم.

### عهد علي خان الشقاقي
تأسست الخانية على يد علي خان الشقاقي [الإنجليزية]، زعيم قبيلة الشقاقي الكردية، بعد عام 1747. في عام 1750، هُزم علي خان على يد آزاد خان أفغان [الإنجليزية] وأُجبر على الاستسلام. في ربيع عام 1762، غزا كريم خان زند أذربيجان لإجبار فتح علي خان أفشار [الإنجليزية] وخانية عورمة على الاستسلام. استسلم علي خان شقاقي وزود جيش الزند بالمعدات. تمكن كريم خان من الاستيلاء على تبريز واستولى على عورمة في 20 فبراير 1763 بعد حصار دام سبعة أشهر. في عهد علي خان، كان للخانية تحالف مع خانية أردبيل المجاورة وخانية قره باغ.

### عهد صادق خان شقاقي
عندما توفي علي خان شقاقي في عام 1786، خلفه صادق خان الشقاقي [الإنجليزية]. في عام 1787، استولى صادق على تبريز وقتل حاكم تبريز خدا داد خان دونبولي. كما شن أتباعه غارات في جيلان. عندما غزا آغا محمد خان قاجار أذربيجان في أوائل عام 1791، تراجع صادق من تبريز للدفاع عن سراب، لكنه هُزم وقامت الجيوش الإيرانية بتدمير سراب والريف المحيط بها. تم بعد ذلك أسر صادق كرهينة، مع بعض زعماء قبيلة شاهسفان [الإنجليزية] في أردبيل.

#### الثورة ضد إيران
عندما غزا آغا محمد شاه كاراباخ في يونيو 1797، عبر نهر أراس مع صادق خان شقاقي ودخل شوشا ، حيث اغتيل القاجار في 16 يونيو. كان هناك اشتباه في تورط صادق في المؤامرة، حيث قام القتلة بتسليمه جواهر التاج والشعارات الملكية. تم تفكيك المعسكر في المدينة، وتحرك صادق بسرعة لعبور نهر أراس وتأمين سيطرته على معظم أذربيجان الإيرانية. هاجم قزوين بجيش قوامه 15 ألف رجل من رجال القبائل. وفي خضم الفوضى التي أعقبت ذلك، سار بابا خان ، حاكم شيراز ، إلى طهران واستولى على المدينة. فزحف على الشقاقيين وأجبرهم على التراجع إلى سراب، حيث استسلم صادق. عُفي عنه وأُعيد تعيينه حاكماً لسراب. فتح علي شاه قاجار تزوج ابنة صادق خان لتكون زوجته الثالثة عشرة. ولكنه ثار مرة أخرى في عام 1798. تم قمع التمرد وفي عام 1800 تم نقله إلى طهران وسجن في قصر جولستان . خلفه شقيقه سان خان حاكمًا لسراب.

## خانات سراب
- علي خان الشقاقي [الإنجليزية] 1747-1786
- صادق خان الشقاقي [الإنجليزية] 1786–1800
- سان خان 1800-؟

## طالع أيضًا
- خانية خوي